# Advent, Advent, ein Lichtlein brennt
Advent, Advent, ein Lichtlein brennt ("Avvento, Avvento, un lumino arde") è una filastrocca e tradizionale canzone natalizia tedesca per il periodo dell'Avvento, tramandata in forma orale e conosciuta in forma scritta a partire almeno dagli anni sessanta del XX secolo. Annoverata tra le più famose filastrocche natalizie tedesche, è stata accompagnata da varie melodie.

## Testo
Il testo fa riferimento alla tradizione della corona dell'Avvento, che prevede l'accensione di una candela in ognuna delle quattro domeniche d'Avvento:
 Advent, Advent, 

 ein Lichtlein brennt. 

 Erst eins, dann zwei, 

 dann drei, dann vier, 

 dann steht das Christkind vor der Tür. 

I bambini più grandi integrano il testo con un'ultima strofa:
 Und wenn das fünfte Lichtlein brennt, 

 dann hast du Weihnachten verpennt. 

## Versioni discografiche
Tra gli artisti che hanno inciso il brano, figurano, tra gli altri (in ordine alfabetico):
- Springtoifel (nell'album Weihnachten del 2000)[4]